# علیرضا گودرزی
علیرضا گودرزی (زاده ۵ مرداد ۱۳۶۴ در تهران) کشتی‌گیر آزادکار ایرانی در وزن ۸۴ و ۹۷ کیلوگرم است. او در سال ۲۰۱۱ به عنوان نمایندهٔ ایران در مسابقات جهانی استانبول شرکت کرد.

علیرضا گودرزی مسابقات جهانی

## فعالیت حرفه‌ای ورزشی

### سابقه مدال
به نمایندگی از ایران جام جهانی کشتی ۲۰۱۹ یاکوتسک روسیه نقره تیمی ۹۷ کیلوگرم

### جایزه بزرگ زیلکوفسکی لهستان طلا
مسابقات بین المللی جام جهان پهلوان تختی ۲۰۱۳ طلا ۹۷ کیلوگرم
مسابقات بین المللی جام جهان پهلوان تختی ۲۰۱۹ طلا ۹۷ کیلوگرم

### قهرمانی جهان ۲۰۱۱
جهانی استانبول ۲۰۱۱ دور اول توانست کشتی گیر ونزوئلا را شکست بدهد، در دور دوم حریف آلمانی را شکست داد و در دور سوم قهرمان جهان میخائیل کانف از بلغارستان را توانست شکست بدهد. در نیمه نهایی کشتی را به شریف شرف اف آذربایجانی واگذار کرد و در شانس مجدد کشتی را به ساندرسون قهرمان المپیک از آمریکا واگذار کرد.

## خداحافظی از کشتی
علیرضا گودرزی در سال ۲۰۲۰ در مسابقات لیگ از کشتی خداحافظی کرد.

## عناوین قهرمانی

### جام جهان پهلوان تختی
جام بین المللی جام جهان پهلوان تختی تهران ۲۰۱۳، تهران
 جام بین المللی جام جهان پهلوان تختی کرماشان ۲۰۱۹، کرماشان

### قهرمانی لهستان
مسابقات جایزه بزرگ زیلکوفسکی لهستان ۲۰۱۱

## منبع
1. سایت رسمی کشتی خارجی
2. 5 پیروزی تیم ملی کشتی آزاد مقابل امریکا | ویدیو ورزش سه
3. 6 بازی ایران مقابل مغولستان جام جهانی کشتی آزاد بخش دوم- ویدیو ورزش سه
4. 3بازی‌ ایران مقابل‌گرجستان جام‌جهانی‌کشتی‌آزاد بخش دوم- ویدیو ورزش سه
5. فینال کشتی انتخابی تیم‌ملی وزن 97 گلیج-گودرزی- ویدیو ورزش سه
6. Ziolkowski 84kg Final - Alireza Goodarzi (IRI) vs Amarhajy Magamedov (BLR)
7. 84kg - Alireza Goudarzi (IRI) vs Mihail Petrov Ganev (BUL) 2011 world championship
8. 84kg - Alireza Goudarzi (IRI) vs David Bichinashvili (GER) 2011 world championship
9. اعتراض گودرزی به قرعه مسابقات و انصراف از ملی پوش شدن
10. علیرضا گودرزی خواستار بازگشت به تمرینات کشتی آزاد شد - ایرنا
11. مسابقات كشتي آزاد قهرماني جهان - استانبول عليرضا گودرزي قهرمان جهان را برد - ایسنا
12. نامه گودرزی به کادر تیم فنی برای بازگشت به تمرینات
13. علیرضا گودرزی راهی دور دوم 84 کیلو شد | خبرگزاری فارس
14. اعلام اسامی نفرات برتر کشتی آزاد انتخابی جام تختی - ایرنا
15. علیرضا گودرزی و جعفر دلیری در فینال وزن 96 کیلوگرم
16. کرمانشاه| گودرزی طلای وزن 97 کیلوگرم جام تختی را کسب کرد - تسنیم
17. پایان ماراتن انتخابی کشتی/ قهرمانی گودرزی، هادی، قادریان و نوری - ایسنا
18. فینال کشتی انتخابی تیم‌ملی وزن 97 گلیج-گودرزی- ویدیو ورزش سه
19. سی و نهمین دوره رقابت های بین المللی کشتی آزاد جام تختی
20. جام تختی/ قهرمانی شهبازی، هاشمی و جعفریان
21. ایران قهرمان مسابقات کشتی آزاد جام تختی شد